# Список автомагистралей штата Западная Виргиния

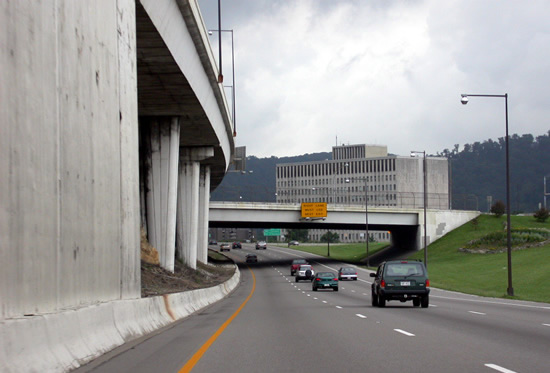
Пересечение I-64 и I-77 вблизи Чарлстона

Спи́сок автомагистра́лей шта́та За́падная Вирги́ния — перечисление и описание основных автомагистралей, проходящих или лежащих в границах штата Западная Виргиния, США.

## Основные межштатные автомагистрали
| Автомагистраль | Протяженность, км | Описание | Дата открытия | примечания |
| -------------- | ----------------- | --- | ------------- | ---------- |
| I-64           | 1 534,9           | Проходит через восточные штаты. На западе соединяется от I-70, US 40 и US 61 в Уэнтцвилле, штат Миссури. Пересекает I-55, I-57, I-75, I-77, I-81 и I-95. На востоке соединяется с I-264 и I-664 в Боуэрс-Хилл в Чесапике, штат Виргиния. | 1961          | [ 1 ]      |
| I-68           | 181,7             | На западе отходит от I-79 в Моргантауне, штат Западная Виргиния. На востоке заканчивается на пересечении с I-70 в Хэнкоке, штат Мэриленд.                                                                                                | 1991          | [ 2 ]      |
| I-70           | 3 462,4           | Проходит от Балтимора, штат Мэриленд на востоке до Коув-Форт, штат Юта на западе. Проходит через несколько крупных городов, включая Денвер, Канзас-Сити, Сент-Луис, Индианаполис и Колумбус.                                             | 1991          | [ 3 ]      |
| I-77           | 987,2             | Проходит с севера на юг, соединяя штаты Огайо, Западная Виргиния и Южная Каролина. | 1958          | [ 4 ]      |
| I-79           | 552,4             | Проходит с севера на юго-запад, соединяя штаты Западная Виргиния и Пенсильвания. | 1967          | [ 5 ]      |
| I-81           | 1 375,8           | Проходит с севера на юго-запад. На юго-западе соединяется с I-40. На севере заканчивается на границе с Канадой. | 1961          | [ 4 ]      |

## Вспомогательные межштатные автомагистрали
| Автомагистраль | Протяженность, км | Описание | Дата открытия | примечания |
| -------------- | ----------------- | --- | ------------- | ---------- |
| I-470          | 17,1              | I-470 является объездной дорогой вокруг города Уилинг. На западе начинается от I-70 в городе Ричленд, штат Огайо. Пересекает реку Огайо по мосту Ветеранов Вьетнама. На востоке соединяется с I-70 у Элм-Гроув, штат Западная Виргиния. | 1976          | [ 6 ]      |

## Основные федеральные автомагистрали США
| Автомагистраль | Протяженность, км | Описание | Дата открытия | Карта | примечания |
| -------------- | ----------------- | --- | ------------- | ----- | ---------- |
| US 11          | 2 647             | Проходит через 10 штатов от Луизианы до границы с Канадой. По территории Западной Виргинии проходит 42,2 км трассы.                                            | 1925          |       | [ 7 ]      |
| US 19          | 2 314             | Проходит с севера на юг от озера Эри до Мексиканского залива.                                                                                                  | 1926          |       | [ 8 ]      |
| US 22          | 1 042             | Проходит с запада на восток от Цинциннати, штат Огайо, до Нью-Арка, штат Нью-Джерси. Участок на территории Западной Виргинии носит имя Роберта Бёрда.          | 1926          |       | [ 9 ]      |
| US 30          | 4 946             | Соединяет восточное и западное побережья США. Восточное окончание — в Атлантик-Сити, штат Нью-Джерси. Западное окончание — в Астория, штат Орегон.             | 1926          |       | [ 10 ]     |
| US 33          | 1 141             | Соединяет север штата Индиана, и Ричмонд, штат Виргиния. | 1937          |       | [ 11 ]     |
| US 35          | 663               | Проходит с юго-востока на северо-запад через штаты Западная Виргиния, Огайо и Индиана. Соединяет Скотт-Депот в Западной Виргинии и Мичиган-Сити, штат Индиана. | 1934          |       | [ 11 ]     |
| US 40          | 3 678,5           | Проходит с востока на запад от Атлантик-Сити, штат Нью-Джерси, до Сильвер-Саммит, штат Юта. По территории Западной Виргинии проходит 25,7 км трассы.           | 1926          |       | [ 12 ]     |
| US 50          | 4 841             | Соединяет восточное и западное побережья США. Восточное окончание — в Ошен-Сити, штат Мэриленд. Западное окончание — в Уэст-Сакраменто, штат Калифорния.       | 1926          |       | [ 13 ]     |
| US 52          | 3 335             | Проходит с юго-востока на северо-запад от Чарльстона, штат Южная Каролина до границы с Канадой в Северной Дакоте.                                              | 1926          |       | [ 14 ]     |
| US 60          | 4 297             | Проходит от атлантического побережья в Виргинии до Бренды, штат Аризона.                                                                                       | 1926          |       | [ 8 ]      |

## Вспомогательные федеральные автомагистрали США
| Автомагистраль | Протяженность, км | Описание | Дата открытия | Карта | примечания |
| -------------- | ----------------- | --- | ------------- | ----- | ---------- |
| US 119         | 941               | Ответвление US 19. Соединяет штаты Кентукки и Пенсильвания.                                                                      | 1926          |       | [ 8 ]      |
| US 219         | 861               | Ответвление US 19. Соединяет штаты Нью-Йорк и Виргиния.                                                                          | начало 1920-х |       | [ 15 ]     |
| US 220         | 1 090             | Ответвление US 20. Соединяет штаты Нью-Йорк и Северная Каролина.                                                                 | 1926          |       | [ 16 ]     |
| US 250         | 827               | Ответвление US 50. Соединяет штаты Огайо и Виргиния.                                                                             | 1928          |       | [ 17 ]     |
| US 340         | 251               | Ответвление US 40. Соединяет штаты Мэриленд и Виргиния. Участок на территории Западной Виргинии носит имя Уильяма Лайна Уилсона. | 1926          |       | [ 18 ]     |
| US 460         | 1 054             | Ответвление US 60. Соединяет штаты Кентукки и Виргиния.                                                                          | 1934          |       | [ 18 ]     |
| US 522         | 496               | Ответвление US 22. Соединяет штаты Пенсильвания и Виргиния. По территории Западной Виргинии проходит 30,6 км трассы.             | 1943          |       | [ 18 ]     |